# 이명회
이명회(李明會, 1685년 - 1727년)은 조선후기의 문신이자 종친이며, 도정궁(都正宮) 사손(嗣孫)이다. 노론의 2문3사(二門三士) 중 한명이다.

## 생애
조선후기의 문신으로 본관은 전주, 휘는 명회(明會), 자는 제숙(際叔)이다. 형 이명좌(李明佐)가 임인사화(壬寅士禍)에 연좌되어 영조의 특명으로 대통(大統)을 이어 덕흥대원군의 7대 사손(嗣孫)이 되었다.
아버지는 증 참판(參判) 이세정(李世禎)이며, 어머니는 부제학(副提學) 청송인(淸松人) 심유(沈攸)의 딸로 증 정부인 청송심씨(貞夫人 淸松沈氏)이다.
부인은 첨추(僉樞) 평산인(平山人) 신백수(申栢壽)의 딸로 정부인 평산신씨(貞夫人 平山申氏)이다.
증 참판 이세정의 차남으로 을축(乙丑) 1685년(숙종 11) 1월 15일 탄생하였다. 식년시(式年試) 진사(進士)에 급제하여 1718년(숙종 44) 정릉참봉(貞陵參奉) 역임 중 아버지 과옥(科獄)에 연좌되어 사헌부에서 태거(汰去)하라 하였다.
1722년(경종 2) 종조(從祖) 충정공 이홍술(李弘述)과 형 이명좌(李明佐)가 임인사화(壬寅士禍)에 연류되었다고 하여 연좌되어 부안현(扶安縣) 위도(蝟島)에 정배(定配) 되었다.
1725년(영조 1) 3월 2일에 연좌되었던 친족(親族)들을 모두 신원해주고, 덕흥대원군(德興大院君)의 제사(祭祀)를 승습(承襲)하여 받들도록 명하고, 돈녕도정(敦寧都正)에 제수 하였다. 이해 4월 9일 상소하여 덕흥대원군의 봉사를 형 이명좌(李明佐)의 후사를 세워 제사를 주관하게 할 것을 청하였으나 대신들과 논의 끝에 그냥 봉사하도록 하였다.
정미(丁未) 1727년(영조 3) 12월 13일 향년 41세로 별세하였다. 아들 형종의 영귀로 이조참판(吏曹參判)에 추증되었다가 후에 다시 이조판서(吏曹判書)가 증직되었다.

## 가족관계
- 아버지 : 증 참판(參判) 이세정(李世禎, 1661년 - 1721년)
- 어머니 : 증 정부인 청송심씨(貞夫人 淸松沈氏, 1659년 - 1710년), 부제학(副提學) 청송인(淸松人) 심유(沈攸, 1620년 - 1688년)의 딸.
  - 형님 : 이명좌(李明佐, 1681년 - 1722년)
  - 동생 : 이명진(李明晋, ?년 - 1712년)
  - 동생 : 이명협(李明協, 1694년 - 1716년)
  - 동생 : 이명익(李明翼, 1702년 - 1755년), 종숙(從叔) 증 이조참의(吏曹參議) 이세희(李世禧, 1680년 - 1715년)에게 출계.
  - 여동생 : 한양인(韓陽人) 조종하(趙鍾夏)에게 출가.
  - 여동생 : 칠원인(漆原人) 윤덕순(尹德純)에게 출가.
  - 여동생 : 청주인(淸州人) 한성도(韓聖度)에게 출가.
  - 부인 : 정부인 평산신씨(貞夫人 平山申氏, 1682년 - 1744년), 첨추(僉樞) 평산인(平山人) 신백수(申栢壽)의 딸.
    - 장남 : 이형종(李亨宗, 1706년 - 1759년)
    - 장녀 : 안동인(安東人) 권규응(權奎應)에게 출가.

  - 후실 : 이름모름
    - 차남 : 이형록(李亨祿, 1709년 - 1767년)
    - 삼남 : 이형복(李亨福, 1713년 - 1762년)
    - 차녀 : 능성인(綾城人) 구홍주(具弘柱)에게 출가.

## 같이 보기
- 덕흥대원군
- 도정궁
- 덕흥궁
- 이홍술
- 이세복
- 이명좌
- 임인옥사